# Zimmerit

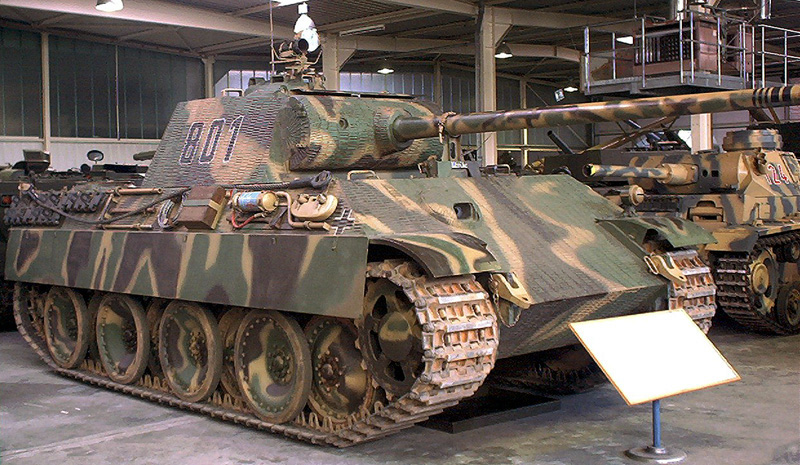
Un Panther revêtu de Zimmerit

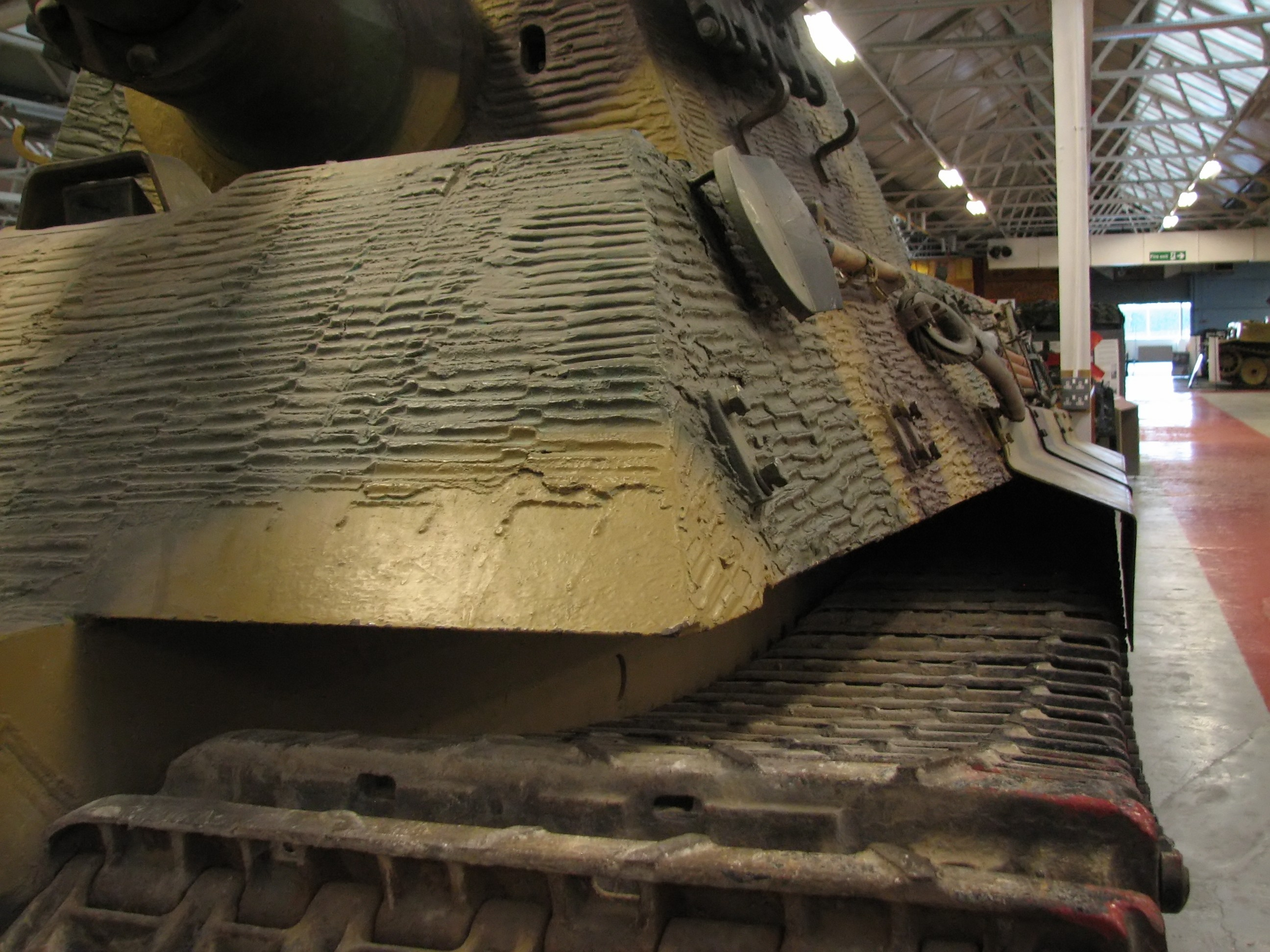
Vue rapprochée sur la Zimmerit sur la tourelle d'un Tigre II

La Zimmerit est un revêtement produit pour les blindés allemands durant la Seconde Guerre mondiale afin de combattre les attaques par mines magnétiques, et ce bien que l'Allemagne fût le seul pays à utiliser en grand nombre les mines magnétiques contre les blindés. Il a été créé par la firme allemande Chemische Werke Zimmer AG.

## Principe d'action
Le revêtement est une barrière qui prévient tout contact direct entre une mine magnétique et la surface métallique du véhicule. Il est strié pour accroître son épaisseur effective. Cette épaisseur réduit l'attraction magnétique et permet le détachement de la mine simplement grâce à son poids et aux vibrations du véhicule. La Zimmerit ne possède pas de propriétés anti-magnétiques, mais empêche simplement le contact direct avec l'acier,.

## Déploiement

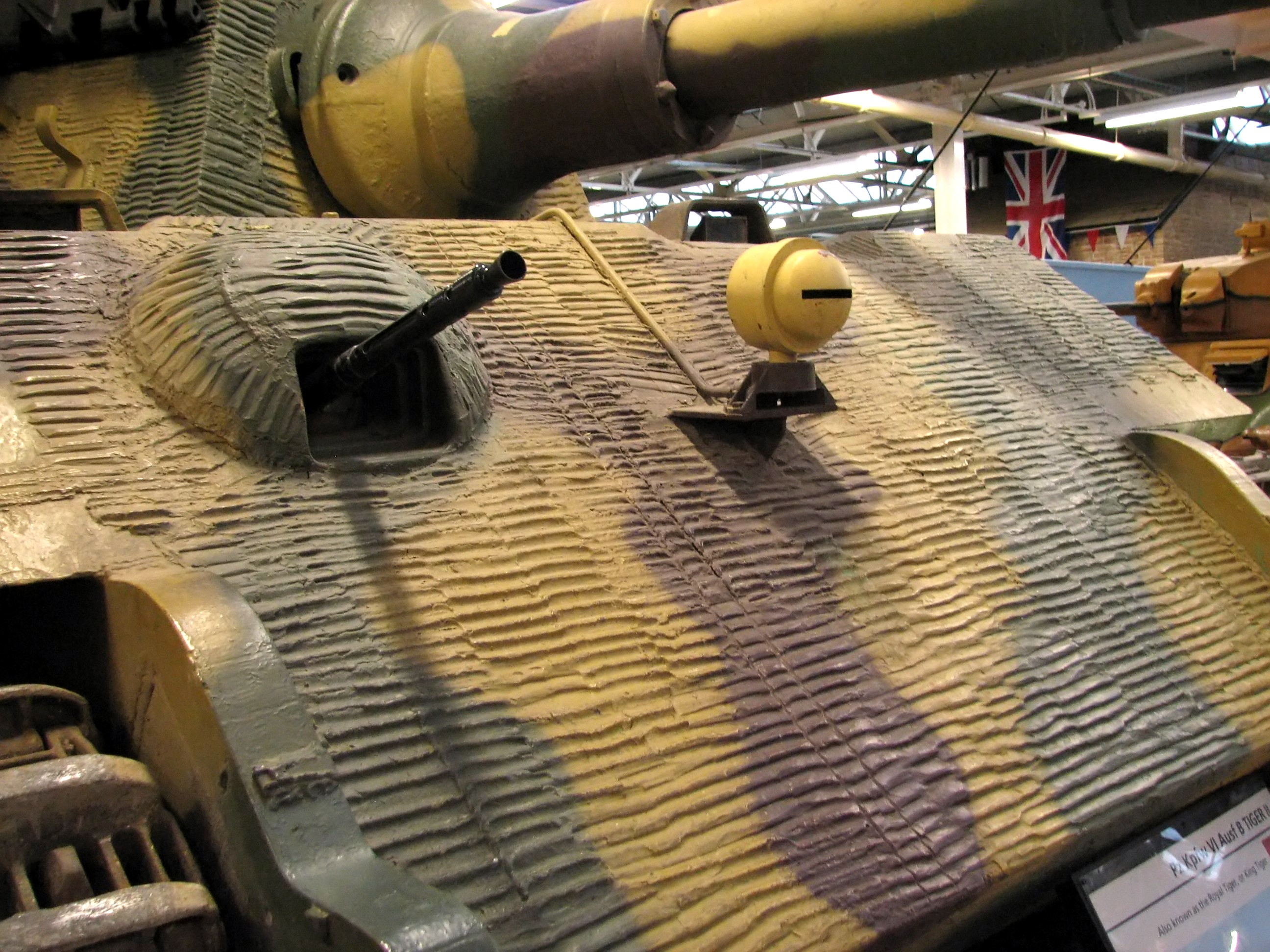
Vue rapprochée sur la Zimmerit sur le glacis d'un Tigre II

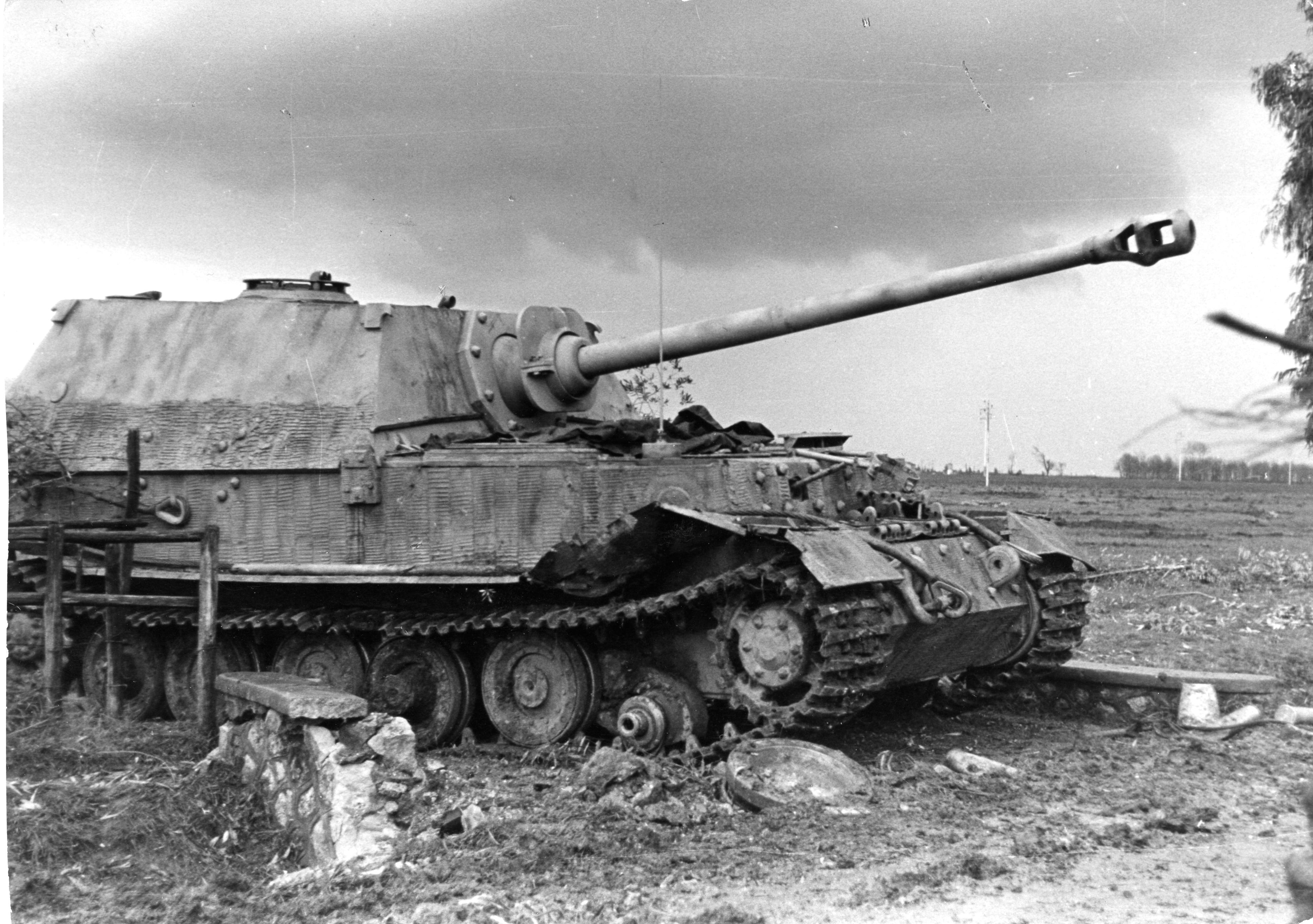
Italie 1944, Panzerjäger Tiger - Elefant revêtu de Zimmerit

La Zimmerit est appliquée sur certains chars et sur certains canons automoteurs sous casemate produits entre décembre 1943 et le 9 septembre 1944. Elle est rarement appliquée sur des véhicules blindés à ciel ouvert. L'aspect brut de la couche de Zimmerit donne une apparence distincte aux véhicules qui en sont recouverts.
L'application de la Zimmerit était faite généralement en usine.
Les nombreuses variantes d'application, du schéma régulier en forme de crête, à un motif gaufré (moins courant), sont principalement liées à l'usine de fabrication de chaque type de véhicules blindés. Par exemple, le motif gaufré a été observé presque exclusivement sur les canons d'assaut Sturmgeschütz III. En général, les véhicules déjà en circulation n'ont pas été dotés de couches de Zimmerit.
L'application en usine de la Zimmerit a été interrompue le 9 septembre 1944 et sur le terrain le 7 octobre 1944. Cela est dû à des présomptions non fondées que les impacts de projectiles pourraient y mettre le feu. Elles se sont révélées fausses, mais l'ordre n'a jamais été annulé,.
Une raison possible de la non révocation de cet ordre est que l'application et le séchage de la pâte rallongeait de quelques jours la durée de production de chaque véhicule, ce qui était difficilement acceptable à ce moment-là, car il y avait une pénurie de chars.
De plus, les ennemis de l'Allemagne ne semblaient finalement pas mettre en œuvre de mines magnétiques, l'infanterie des Américains privilégiant par exemple plutôt des bazookas pour tenter de détruire les blindés allemands.
Après la guerre, les Britanniques ont effectué des essais d'un matériau similaire sur les chars Churchill, mais ils ont décidé de ne pas le mettre en œuvre. Aucun matériau similaire n'a été utilisé sur des chars d'après-guerre, sans doute parce que l'utilisation généralisée de lanceurs de roquettes HEAT portatifs tel que le bazooka ont rendu les mines magnétiques obsolètes.

## Composition
La pâte est composée de, :
- 40 % de sulfate de baryum - BaSO4 ;
- 25 % de polyacétate de vinyle – PVA (similaire à de la colle à bois) ;
- 15 % de pigment (ocre) ;
- 10 % de sulfure de zinc – ZnS ;
- 10 % de sciure de bois.

## Véhicules sur lesquels a été appliquée la zimmerit

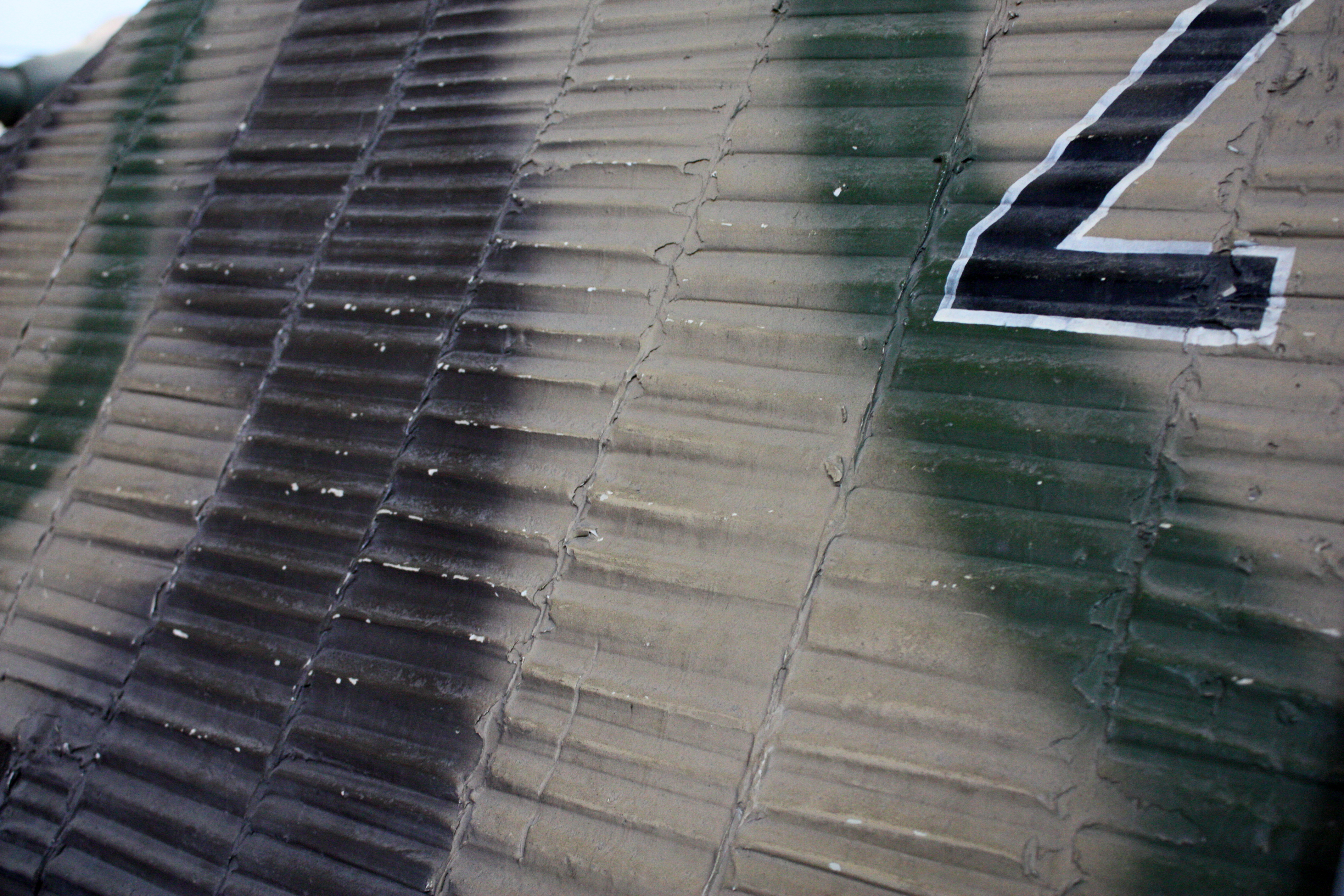
Gros plan sur une couche de Zimmerit sur Jagpanzer IV

- Gros plan sur une couche de Zimmerit sur Jagpanzer IVPanzer III
- Panzer IV[2]
- Panzer V[2]
- Tiger I[2] - seulement à partir du milieu de la série
- Tiger II[2] - seulement les premiers modèles
- StuG III
- StuG IV - seulement les premiers modèles
- Jagdtiger - seulement sur les versions fabriquées par Porsche
- Jagdpanther - seulement les premiers modèles
- Jagdpanzer IV
- Sturmpanzer IV "Stupa".